# Kramniszki
Kramniszki (lit. Kramniškės) – wieś na Litwie, w okręgu wileńskim, w rejonie wileńskim, w gminie Mejszagoła.

## Historia
Pod zaborami zaścianek; w II Rzeczypospolitej folwark, wieś i dwie kolonie. W XIX i w początkach XX w. położone były w Rosji, w guberni wileńskiej, w powiecie wileńskim. Po I wojnie światowej pod administracją polską, w Zarządzie Cywilnym Ziem Wschodnich. W latach 1920–1922 w składzie Litwy Środkowej.
Od 11 kwietnia 1922 leżały w Polsce, w województwie wileńskim, w powiecie wileńsko-trockim, w gminie Mejszagoła. W 1931 miejscowość liczyła:
- folwark – 11 mieszkańców, zamieszkałych w 2 budynkach,
- kolonia I – 28 mieszkańców, zamieszkałych w 5 budynkach,
- kolonia II – 24 mieszkańców, zamieszkałych w 5 budynkach,
- wieś – 60 mieszkańców, zamieszkałych w 11 budynkach.

Po II wojnie światowej w granicach Związku Sowieckiego. Od 1991 na niepodległej Litwie.